# Aplosonyx fulvoplagiatus
Aplosonyx fulvoplagiatus es un coleóptero de la familia Chrysomelidae. Fue descrita científicamente por primera vez en 1897 por Jacoby.